# Trattato di Humen
Il trattato di Humen (cinese 虎門條約T, 虎门条约S, Hǔmén tiáoyuēP; inglese Treaty of the Bogue) fu un accordo tra la Cina e il Regno Unito concluso nell'ottobre 1843 al fine di integrare il precedente Trattato di Nanchino. È noto soprattutto per aver concesso il privilegio dell'extraterritorialità e lo status di nazione più favorita alla Gran Bretagna.

## Antefatti
Nel 1842, a bordo della nave da guerra britannica HMS Cornwallis ormeggiata a Nanchino, il commissario imperiale Qiying e sir Henry Pottinger avevano siglato un trattato per conto dei rispettivi imperi. Esso aveva lo scopo di porre fine alla prima guerra dell'oppio, ma divenne il primo di una serie di accordi commerciali tra la Cina e le potenze occidentali, che sarebbero passati alla storia come "trattati ineguali".

## Condizioni
Già nel corso dei negoziati di Nanchino, i due paesi avevano convenuto di stipulare un trattato integrativo. Così, il 22 luglio 1843 le parti vararono a Canton le "Regole generali di commercio fra Cina e Gran Bretagna". Esse vennero incluse nel Trattato di Humen che gli stessi Qiying e Pottinger firmarono il 3 ottobre 1843 sull'estuario omonimo, fuori Canton.
Il trattato predispose una dettagliata normativa sul commercio sino-britannico, e specificò i termini entro cui gli inglesi erano ammessi a risiedere nei nuovi porti aperti di Shanghai, Ningbo, Xiamen, Fuzhou e Canton. Ai britannici fu permesso di acquistare proprietà nei porti e stabilirvisi con le famiglie, ma non di accedere alle zone interne del paese o di proseguirvi i propri traffici.
L'intesa concesse anche privilegi di extraterritorialità ai sudditi britannici e lo status di nazione più favorita al Regno Unito: ciò vuol dire che la Gran Bretagna avrebbe goduto di ogni ulteriore beneficio concesso alle altre potenze.

## Ripercussioni
In Cina, quello di Humen è diffusamente considerato un trattato imperialista, che ha spianato la strada all'assoggettamento del paese alle potenze occidentali. Esso consolidò l'"apertura" della nazione asiatica al commercio estero sulla scia della prima guerra dell'oppio, e attribuì ai britannici un diritto di residenza in parti del territorio che fino a quel momento non erano mai state aperte agli stranieri. Nel 1845, le autorità Qing e quelle inglesi emanarono la regolamentazione del territorio di Shanghai, che creò le premesse per la nascita della futura colonia internazionale. Accordi simili furono conclusi in altri porti interessati dal trattato, stabilendo una divisione sociale fra cittadini europei e cinesi nelle rispettive città.